# Zachobiella jacobsoni
Zachobiella jacobsoni là một loài côn trùng trong họ Hemerobiidae thuộc bộ Neuroptera. Loài này được Esben-Petersen miêu tả năm 1926.